# Puchar Świata juniorów w saneczkarstwie (tory lodowe)
Puchar Świata juniorów w saneczkarstwie na torach lodowych to seria zawodów organizowana przez Międzynarodową Federację Saneczkarską (FIL). Pierwsza edycja Pucharu Świata odbyła się w sezonie 1988/1989. Impreza jest organizowana corocznie, z kilkuletnią przerwą w latach 1992-1997. W czterech pierwszych sezonach rozgrywano trzy konkurencje: jedynki juniorów, jedynki juniorek oraz dwójki juniorów. Od sezonu 1997/1998 dołączono jedynki juniorów młodszych i jedynki juniorek młodszych. Przed sezonem 2010/2011 do rozgrywanych konkurencji dołączono dwójki juniorów młodszych. Od sezonu 2012/2013 rozgrywane są również zawody drużynowe juniorów.

## Medaliści Pucharu Świata

### Kobiety

#### Jedynki juniorek
| Sezon     | Zwycięzca            | 2. miejsce           | 3. miejsce           |
| --------- | -------------------- | -------------------- | -------------------- |
| 1988/1989 | Margit Paar          | Barbara Niedernhuber | Monika Feher         |
| 1989/1990 | Monika Greilinger    | Barbara Niedernhuber | Jean Roos            |
| 1990/1991 | Barbara Niedernhuber | Angelika Wiedemann   | Jean Roos            |
| 1991/1992 | Tanja Painsi         | Sybille Kühne        | Sonja Manzenreiter   |
| 1997/1998 | Gabi Bender          | Anke Wischnewski     | Britta Steinmetz     |
| 1998/1999 | Veronika Halder      | Becky Wilczak        | Anna Tielke          |
| 1999/2000 | Vroni Kurz           | Julia Schäfer        | Anna Tielke          |
| 2000/2001 | Corinna Martini      | Anja Huber           | Nicole Oliveira      |
| 2001/2002 | Anja Eberhardt       | Tatjana Hüfner       | Corinna Martini      |
| 2002/2003 | Nina Reithmayer      | Corinna Martini      | Heike Kobylka        |
| 2003/2004 | Natalie Geisenberger | Corinna Martini      | Astrid Scharfe       |
| 2004/2005 | Natalie Geisenberger | Corinna Martini      | Erin Hamlin          |
| 2005/2006 | Natalie Geisenberger | Steffi Sieger        | Megan Sweeney        |
| 2006/2007 | Steffi Sieger        | Natalie Geisenberger | Carina Schwab        |
| 2007/2008 | Steffi Sieger        | Carina Schwab        | Anastasia Young      |
| 2008/2009 | Carina Schwab        | Lisa Liebert         | Madeleine Teuber     |
| 2009/2010 | Lisa Liebert         | Dajana Eitberger     | Carina Schwab        |
| 2010/2011 | Jekatierina Baturina | Katrin Rudolph       | Mona Wabnigg         |
| 2011/2012 | Aileen Frisch        | Katrin Rudolph       | Emily Sweeney        |
| 2012/2013 | Natalie Burkhardt    | Sandra Robatscher    | Saskia Langer        |
| 2013/2014 | Angelique Fleischer  | Jessica Tiebel       | Jekaterina Katnikowa |
| 2014/2015 | Jessica Tiebel       | Julia Taubitz        | Saskia Langer        |
| 2015/2016 | Jessica Tiebel       | Alisa Dengler        | Olesja Michajlenko   |

#### Jedynki juniorek młodszych
| Sezon     | Zwycięzca                         | 2. miejsce          | 3. miejsce          |
| --------- | --------------------------------- | ------------------- | ------------------- |
| 1997/1998 | Ashley Heyden                     | Anna Tielke         | Kathrin Maltan      |
| 1998/1999 | Nicole Olivera                    | Sabine Würtenberger | Anja Eberhard       |
| 1999/2000 | Anja Eberhard                     | Anja Huber          | Vika Gatker         |
| 2000/2001 | Heike Kobylka                     | Julia Clukey        | Steffi Kappen       |
| 2001/2002 | Sindy Linke                       | Samantha Petrossi   | Steffi Kappen       |
| 2002/2003 | Natalie Geisenberger              | Megan Sweeney       | Erin Hamlin         |
| 2003/2004 | Sindy Linke                       | Steffi Sieger       | Marlene Pester      |
| 2004/2005 | Anastasia Young                   | Steffi Sieger       | Lorena Tröger       |
| 2005/2006 | Vera Schwienbacher                | Maryna Halajdżjan   | Caroline Laroche    |
| 2006/2007 | Daniela Schwab                    | Dajana Eitberger    | Tatjana Iwanowa     |
| 2007/2008 | Andrea Metzenleitner              | Lea Vanderlinden    | Dajana Eitberger    |
| 2008/2009 | Luzie Löscher                     | Aileen Frisch       | Nathalie Burkhardt  |
| 2009/2010 | Summer Britcher Jennifer Flintova |                     | Swietłana Tiunowa   |
| 2010/2011 | Summer Britcher                   | Ulla Zirne          | Katrin Ibele        |
| 2011/2012 | Ulla Zirne                        | Theresa Buckley     | Wiktoria Diemczenko |
| 2012/2013 | Jessica Tiebel                    | Jenna Megan Spencer | Julia Taubitz       |
| 2013/2014 | Svenja Oestreicher                | Juija Naumowa       | Natalie Maag        |
| 2014/2015 | Juija Naumowa                     | Kyla Graham         | Tina Müller         |
| 2015/2016 | Kristina Szamowa                  | Anna Berreiter      | Tatjana Tcwetowa    |

### Mężczyźni

#### Jedynki juniorów
| Sezon     | Zwycięzca             | 2. miejsce            | 3. miejsce                      |
| --------- | --------------------- | --------------------- | ------------------------------- |
| 1988/1989 | Dietmar Pierhofer     | Alexander Bau         | Oswald Haselrieder              |
| 1989/1990 | Armin Zöggeler        | Alexander Horstmann   | Oswald Haselrieder              |
| 1990/1991 | Ralf Kutzner          | Steffen Skel          | Christian Pfnür                 |
| 1991/1992 | Sebastian Schiffner   | Bengt Walden          | Tobias Schiegl                  |
| 1997/1998 | Henning Kirchner      | Nick Sullivan         | Yann Fricheteau Yohann Rousseau |
| 1998/1999 | Chris Moffat          | Andrew McConnell      | Kyle Connelly                   |
| 1999/2000 | David Möller          | Kyle Connelly         | Mike Moffat                     |
| 2000/2001 | David Möller          | Jan Eichhorn          | Denis Bertz                     |
| 2001/2002 | Patrick Schürer       | Nico Oetzel           | Andi Langenhan                  |
| 2002/2003 | Sam Edney             | Jeff Christie         | Nico Oetzel                     |
| 2003/2004 | Andi Graitl           | Daniel Pfister        | Robert Eschrich Andi Langenhan  |
| 2004/2005 | Johannes Ludwig       | Matthew Mortensen     | Manuel Pfister                  |
| 2005/2006 | Felix Loch            | Richard Grill         | Johannes Ludwig                 |
| 2006/2007 | Wolfgang Kindl        | Manuel Pfister        | Chris Mazdzer                   |
| 2007/2008 | Sascha Benecken       | Chris Mazdzer         | Achim Obkircher                 |
| 2008/2009 | Ralf Palik            | Sascha Benecken       | Julian von Schleinitz           |
| 2009/2010 | Julian von Schleinitz | Robert Fischer        | Ralf Palik                      |
| 2010/2011 | Georg Reumschüssel    | Aleksander Peretjagin | Julian von Schleinitz           |
| 2011/2012 | Chris Eißler          | Emanuel Rieder        | Georg Reumschüssel              |
| 2012/2013 | Florian Berkes        | Chris Eißler          | Kevin Fischnaller               |
| 2013/2014 | Toni Gräfe            | Armin Frauscher       | Aleksandr Stepiczew             |
| 2014/2015 | Sebastian Bley        | Markus Hummer         | Nico Gleirscher                 |
| 2015/2016 | Jonas Müller          | Kristers Aparjods     | Markus Hummer                   |

#### Jedynki juniorów młodszych
| Sezon     | Zwycięzca                     | 2. miejsce                          | 3. miejsce            |
| --------- | ----------------------------- | ----------------------------------- | --------------------- |
| 1997/1998 | Andrew McConnell David Möller |                                     | Patrick Schürer       |
| 1998/1999 | Mike Moffat                   | Wolfgang Linger                     | Patrick Habegger      |
| 1999/2000 | Jeff Christie                 | Patrick Dietzsch                    | Andreas Graitl        |
| 2000/2001 | Andreas Graitl                | David Mair                          | Andi Langenhan        |
| 2001/2002 | Thomas Coburger               | Robert Eschrich                     | Daniel Pfister        |
| 2002/2003 | Peter Fischer                 | Chris Mazdzer                       | Georg Hölzl           |
| 2003/2004 | Timo Overhageböck             | Franziskus Schmidt                  | Chris Mazdzer         |
| 2004/2005 | Chris Mazdzer                 | Felix Loch                          | Connor O’Neill        |
| 2005/2006 | Daniel Hoellrigl              | Robert Huerbin                      | Daily Addison         |
| 2006/2007 | Kevin Weihs                   | Ralf Palik                          | Robert Huerbin        |
| 2007/2008 | Ludwig Rieder                 | Tristan Walker                      | Julian von Schleinitz |
| 2008/2009 | Chris Eissler                 | Dominik Fischnaller Chris Görlitzer |                       |
| 2009/2010 | Dominik Fischnaller           | Kevin Fischnaller                   | Patrick Rastner       |
| 2010/2011 | Riks Kristens Rozitis         | Toni Gräfe                          | Thomas Steu           |
| 2011/2012 | John Fennell                  | Mitchel Malyk                       | Anton Dukacz          |
| 2012/2013 | Anton Schreiber               | Riwey Owen Stohr                    | Nico Gleirscher       |
| 2013/2014 | Kirsters Aparjods             | Nico Gleirscher                     | Theo Gruber           |
| 2014/2015 | Adam Shippit                  | Lucas Geyer                         | Elijah Pedriani       |
| 2015/2016 | Fabian Malleier               | Bastian Schulte                     | Paul Lukas Heider     |

#### Dwójki juniorów
| Sezon     | Zwycięzcy                            | 2. miejsce                                                   | 3. miejsce                                                 |
| --------- | ------------------------------------ | ------------------------------------------------------------ | ---------------------------------------------------------- |
| 1988/1989 | Dietmar Pierhofer Oswald Haselrieder | Lewan Tibiłow Kacha Wachtangiszwili                          | Andriej Nowicki Igor Ławrow                                |
| 1989/1990 | Michael Niedernhuber Marko Wagner    | Alexander Horstmann Hans Angerer                             | Frank-Peter Barnekow Sandro Zettel                         |
| 1990/1991 | Jens Tauscher René Hohner            | Steffen Skel Steffen Wöller                                  | Mike Paulin Markus Lindner                                 |
| 1991/1992 | Tobias Schiegl Markus Schiegl        | Frantisek Pekar Martin Duchek                                | Sven Oschnekat Sandy Kokot                                 |
| 1997/1998 | Andreas Linger Wolfgang Linger       | Steffen Dundr Jan Eichhorn                                   | Vilnis Ozolins Janis Mozajews                              |
| 1998/1999 | Andreas Linger Wolfgang Linger       | Chris Moffat Eric Pothier                                    | Grant Albrecht Mike Moffat                                 |
| 1999/2000 | Patric Anderson Brian Wohlleb        | Christian Pfalz Martin Biedermann                            | Yukio Griffall Dan Joye                                    |
| 2000/2001 | Patric Anderson Brian Wohlleb        | Yukio Griffall Dan Joye                                      | Josef Ninis Adam Czech                                     |
| 2001/2002 | Yukio Griffall Dan Joye              | Marcel Lorenz Christian Baude Christan Pfalz Patrick Günther |                                                            |
| 2002/2003 | Yukio Griffall Dan Joye              | Matthew Mortensen Garon Thorne                               | Peter Penz Georg Fischler                                  |
| 2003/2004 | Andris Šics Lauris Bērziņš           | Matthew Mortensen Garon Thorne                               | Iwan Niewmierżycki Władimir Prochorow                      |
| 2004/2005 | Matthew Mortensen Garon Thorne       | Tobias Wendl Tobias Arlt                                     | Dimitrij Chamkin Władimir Boicow                           |
| 2005/2006 | Tobias Wendl Tobias Arlt             | Ronny Pietrasik Christian Weise                              | Toni Eggert Marcel Oster                                   |
| 2006/2007 | Ronny Pietrasik Christian Weise      | Tobias Wendl Tobias Arlt                                     | Chris Mazdzer Jayson Terdiman                              |
| 2007/2008 | Toni Eggert Marcel Oster             | Chris Mazdzer Jayson Terdiman                                | Taras Senkiw Roman Zacharkiw                               |
| 2008/2009 | Nico Walther Nico Grünneker          | Daniel Rothamel Chris Rohmeiss                               | Luboš Jíra Matěj Kvíčala                                   |
| 2009/2010 | Nico Walther Nico Grünneker          | Ludwig Rieder Patrick Rastner                                | Aleksander Denisjew Władisław Antonow                      |
| 2010/2011 | Jacob Hyrns Andrew Sherk             | Andriej Bogdanow Andriej Miedwiediew                         | Aleksander Denisjew Władisław Antonow                      |
| 2011/2012 | Robin Geueke David Gamm              | Andriej Bogdanow Andriej Miedwiediew                         | Nico Grüssner Toni Förtsch                                 |
| 2012/2013 | Julius Loeffler Florian Kuechler     | Tim Brendel Florian Funk                                     | Tyler Andersen Anthony Espinoza                            |
| 2013/2014 | Florian Gruber Simon Kanizwaldner    | Tim Brenderl Florian Funk                                    | Stanisław Malcew Oleg Fachutnikov                          |
| 2014/2015 | Jewgienij Ewdokimow Aleksiej Groszew | Nico Semmler Johannes Pfeifer                                | Florian Loffler Manuel Stiebing David Trojer Phillip Knoll |
| 2015/2016 | Jewgienij Ewdokimow Aleksiej Groszew | Florian Loffler Manuel Stiebing                              | Florian Schmid Fabian Strickner                            |

#### Dwójki juniorów młodszych
| Sezon     | Zwycięzcy                          | 2. miejsce                          | 3. miejsce                                    |
| --------- | ---------------------------------- | ----------------------------------- | --------------------------------------------- |
| 2010/2011 | Rostisław Bednow Roman Osipenko    | Jurij Kalinin Siergiej Beljajew     | Steve Cibelius Andreas Wolf                   |
| 2011/2012 | Stanisław Malcew Oleg Faschudinow  | Anton Dukacz Pawlo Ternowij         | Philip Srokos Felix Lasch                     |
| 2012/2013 | Jakub Šimoňák Patrik Pfeifer       | Nico Semmler Johannes Pfeiffer      | Justin Garret Krewson Tristan Joshua Jeskanen |
| 2013/2014 | Danił Lebediew Jewgienij Permiakow | Andrij Łysetskij Myrosław Lewkowych | Felix Lasch Maximilian Illmann                |
| 2014/2015 | Mat Riddle Reid Watts              | Evan Wildman Heath Karpyshyn        | Vasile Gitlan Flavius Craciun                 |
| 2015/2016 | Felix Schwarz Lukas Gufler         | Andrij Szander Semen Mikow          | Tobias Heinze Maximilian Illman               |

### Drużynowo
| Sezon     | Zwycięzcy | 2. miejsce | 3. miejsce |
| --------- | --------- | ---------- | ---------- |
| 2012/2013 | Niemcy    | Włochy     | Rosja      |
| 2013/2014 | Niemcy    | Rosja      | Austria    |
| 2014/2015 | Rosja     | Niemcy     | Austria    |
| 2015/2016 | Niemcy    | Rosja      | Austria    |